# ماثيو بيترسن
ماثيو بيترسن (بالإنجليزية: Matthew Petersen)‏ هو لاعب دوري الرغبي أسترالي، ولد في 27 مارس 1980 في سوبياكو ‏ في أستراليا.